# Professionalniy Futbolniy Klub Dinamo Barnaul
Professionalniy Futbolniy Klub Dinamo Barnaul - em russo: ФК «Динамо-Барнаул» - é um clube de futebol da cidade de Barnaul, na Rússia.
Fundado em 1957, manda seus jogos no Dynamo Stadium, em Barnaul, com capacidade para 16.000 torcedores.